# روك أوف إيجز: ذا دي في دي كوليكشن
روك أوف إيجز: ذا دي في دي كوليكشن، (بالإنجليزية: Rock of Ages: The DVD Collection)‏، هو دي في دي من فرقة الروك البريطانية ديف ليبارد. يحتوي هذا القرص على ما مجموعه 19 فيديو أغاني منفردة ترويجية والتي ساعدت بإعطاء الفرقة طفرة نجاحها بعد إصدار ألبومها المفاجئ عام 1983، بايرومانيا. الفيديو، «برينغين أون ذا هارتبريك»، هو الوحيد في التجميعة الذي أُصدر قبل بايرومانيا.
أُصدرت مجموعة الدي في دي هذه بتزامن مع سي دي الألبوم التجميعي، والذي احتوى على أغانٍ متعددة لم تُصدر كأغانٍ منفردة وكذلك على أغانٍ منفردة لم تُصدر لها أغانٍ مصورة.

## قائمة الأغاني
1. «بور سام شغر أون مي»
2. «فوتوغراف»
3. «لاف بايتس»
4. «ليتس غيت روكد»
5. «تو ستيبس بيهايند»
6. «أنيمال»
7. «فولين»
8. «روكيت»
9. «وين لاف أند هيت كولايد»
10. «أرماغيدون إت»
11. «هاف يو إيفر نيدد سام وان سو باد»
12. «روك أوف إيجز»
13. «هستيريا»
14. «برينغين أون ذا هارتبريك»*
15. «بروميسس»
16. «وومن»
17. «سلانغ»
18. «وورك إت آوت»
19. «ناو»

- فيديو «برينغين أون ذا هارتبريك» هو من نسخة فيل كولين (المسجلة عام 1984)، لكن الصوت هو من النسخة الأصلية مع بيت ويليس (1981). ربما كان القيام بذلك عمداً لمجموعة أفضل الأعمال لمزج النسخة الأشهر من الأغنية مع الأغنية المصورة المعروفة.

## مميزات إضافية
- «نو ماتر وات» (فيديو المراجعة)
- تعليق أغنية بأغنية من قِبل أعضاء الفرقة
- خيار قائمة الأغاني الشخصية